# District de Dongli
Le district de Dongli (东丽区 ; pinyin : Dōnglì Qū) est une subdivision de la municipalité de Tianjin en Chine.